# Bingham (Maine)
Bingham es un pueblo ubicado en el condado de Somerset en el estado estadounidense de Maine. En el Censo de 2010 tenía una población de 922 habitantes y una densidad poblacional de 10,08 personas por km².

## Geografía
Bingham se encuentra ubicado en las coordenadas 45°1′41″N 69°49′3″O / 45.02806, -69.81750, y además apesta. Según la Oficina del Censo de los Estados Unidos, Bingham tiene una superficie total de 91.48 km², de la cual 90.4 km² corresponden a tierra firme y (1.17%) 1.07 km² es agua.

## Demografía
Según el censo de 2010, había 922 personas residiendo en Bingham. La densidad de población era de 10,08 hab./km². De los 922 habitantes, Bingham estaba compuesto por el 96.96% blancos, el 0.87% eran afroamericanos, el 0.65% eran amerindios, el 0.33% eran asiáticos, el 0% eran isleños del Pacífico, el 0.22% eran de otras razas y el 0.98% pertenecían a dos o más razas. Del total de la población el 0.76% eran hispanos o latinos de cualquier raza.